# فريدة العسقلاني
فريدة العسقلاني (من مواليد 14 فبراير 1995 القاهرة) لاعبة كرة طائرة مصرية. كانت ضمن تشكيل منتخب مصر لكرة الطائرة للسيدات.
مارست فريدة رياضة كرة الطائرة في نادي هليوبوليس منذ أن كانت في السابعة من عمرها قبل انتقالها لاحقاً إلى الفريق الأول لكرة الطائرة بالنادي الأهلي. وعقب انضمامها إلى المنتخب الوطني عندما بلغت الثانية عشرة. شاركت في العديد من البطولات الأفريقية والعالمية. حيث فازت بالميدالية الذهبية أربع مرات في عدة بطولات أفريقية ومرة واحدة في دورة الألعاب العربية 2011. انتقلت في 2022 لنادي الزمالك لكرة الطائرة.
احرزت لقب كاس مصر 2023 مع نادى الزمالك ليكون اول بطولة الزمالك في النظام الجديد

## وصلات خارجية
- "Farida El Askalany - Volleyball - Scoresway - Results, fixtures, tables and statistics". Scoresway. مؤرشف من الأصل في 2019-05-24. اطلع عليه بتاريخ 2017-04-10.
- "Player - Farida El Askalany - FIVB Volleyball Women's U23 World Championship 2015". U23.women.2015.volleyball.fivb.com. 14 فبراير 1995. مؤرشف من الأصل في 2017-09-19. اطلع عليه بتاريخ 2017-04-10.
- "Egypt's middle blocker Farida El Askalany speaking after the victory against Uganda 3 0". يوتيوب. مؤرشف من الأصل في 2017-04-11. اطلع عليه بتاريخ 2017-04-10.
- "Team Roster – Egypt". arabgames2011.qa. مؤرشف من الأصل في 2012-01-07. اطلع عليه بتاريخ 2012-02-16.
- Todor Krastev (17 فبراير 2016). "Women Volleyball Olympic Games 2016 Africa Qualification Yaounde, Cameroon 12-16.02 Winner Cameroon". Todor66.com. مؤرشف من الأصل في 2018-08-22. اطلع عليه بتاريخ 2017-04-10.
- "Egypt and Cameroon play for Rio 2016 Olympic Games volleyball ticket". Boxscorenews.com. 15 فبراير 2016. مؤرشف من الأصل في 2016-02-17. اطلع عليه بتاريخ 2017-04-10.
- "Confederation Africaine De Volleyball". Archive.is. مؤرشف من الأصل في 2016-02-19. اطلع عليه بتاريخ 2017-04-10. {{استشهاد ويب}}: الوسيط |حالة المسار=unknown غير صالح (مساعدة)